# آنتونی فردریک
آنتونی فردریک (انگلیسی: Anthony Frederick؛ ۷ اوت ۱۹۶۴ – ۲۹ مهٔ ۲۰۰۳) بازیکن بسکتبال اهل ایالات متحده آمریکا بود.
از باشگاه‌هایی که در آن بازی کرده‌است می‌توان به نیو اورلینز پلیکانز، ایندیانا پیسرز، ساکرامنتو کینگز، و شارلوت هورنتس اشاره کرد.